# Пойлово (Красноярский край)
Пойлово — село в Курагинском районе Красноярского края. Образует Пойловский сельсовет.

## География
Находится  на западе района на берегу одной из  проток реки Туба примерно в  13 километрах по прямой на запад-юго-запад от районного центра поселка Курагино.

## Климат
Климат резко континентальный с холодной зимой и жарким летом, суровый, с большими годовыми и суточными амплитудами температуры. Среднегодовая температура воздуха— 1,5°С. Зима суровая и продолжительная. Морозы доходит до минус 40°С. Лето теплое, продолжается свыше двух месяцев. Безморозный период длится 106 дней; дней с температурой 5°С и более — 129. Среднегодовая температура колеблется от 0°С до минус  1°С. Продолжительность безморозного периода от 105 дней до 97 дней. Количество осадков 320—500 мм. Максимум осадков приходится на лето.

## История
Село появилось в начале XVIII века. Первоначальное название Артемьевка. Упоминается с 1729 года. Название Пойловка связано с одним из переселенцев XIX века, который предложил перенести село с острова Старина на новое место. К 1891 году в селе насчитывалось 99 дворов. В центре села была  построена в 1899 году деревянная Николаевская церковь. В советское время работал колхоз «Совет труда». С середины 90-х годов начинается разрушение села: закрывается больница, колхоз приходит в упадок и ликвидируется. 

## Население
| 2010 | 2012 | 2013 | 2014 | 2015 | 2016 | 2017 |
| ---- | ---- | ---- | ---- | ---- | ---- | ---- |
| 774  | ↗779 | ↘761 | ↘748 | ↗758 | ↘729 | ↗754 |

Постоянное население составляло 726  человек в 2020 году.